# St. Johann Baptist (Kendenich)

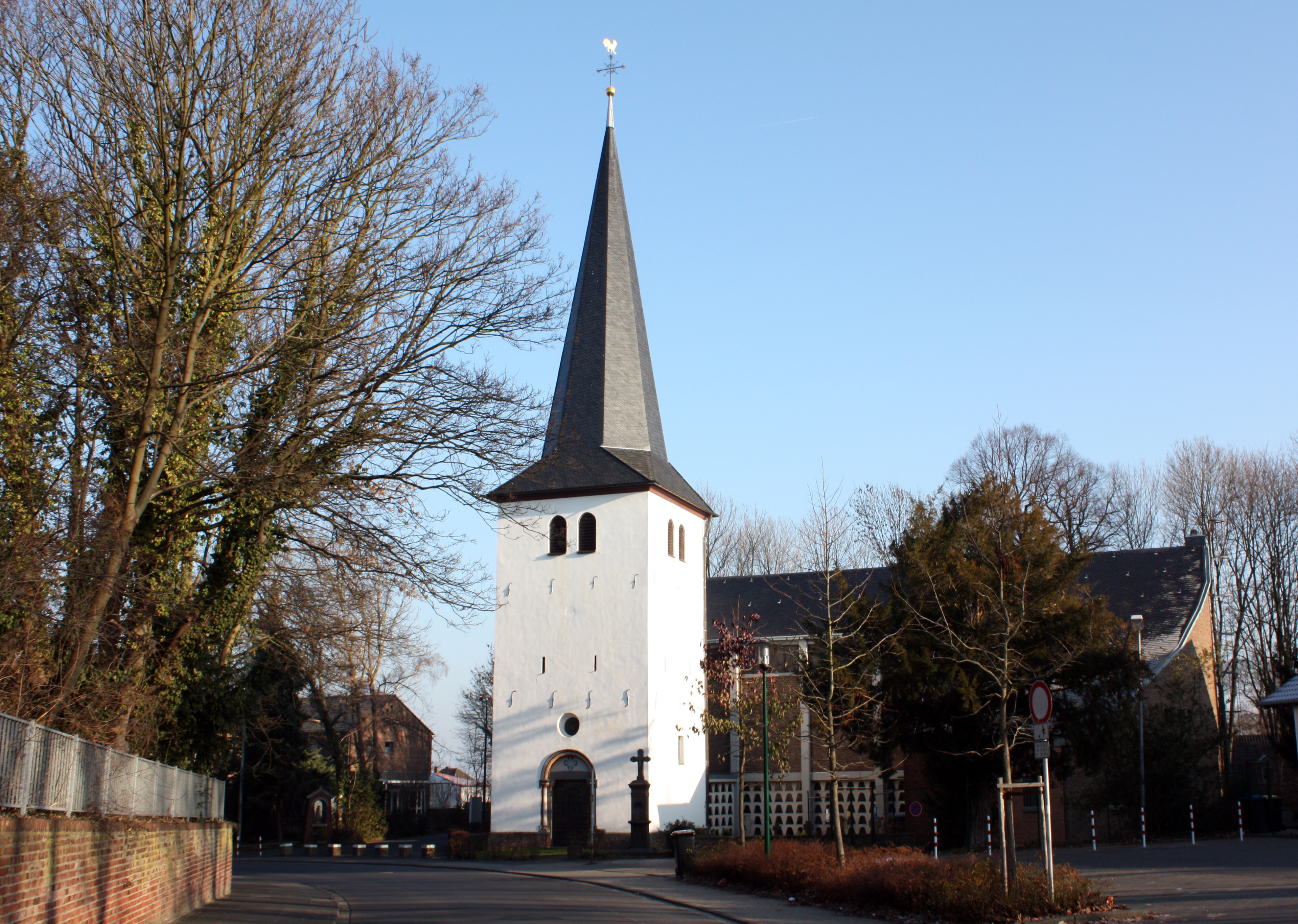
Johann Baptist

Kendenich ist eine der ältesten Kirchengemeinden der Stadt Hürth. Ihre Kirche ist seit alters her dem hl. Johann Baptist geweiht.

## Geschichte

### Zuordnungen
Nach einer Urkunde des Jahres 1159 war die Kirche Johann Baptist in Kendenich dem Stift St. Ursula in Köln inkorporiert.
Der Pfarrkirche Kendenich unterstanden bis zum Jahr 1304 die Kirchengemeinden Brühl, Kierberg und Vochem. Das Kollationsrecht oblag der Äbtissin des Ursulastiftes und galt auch nach der Verselbstständigung der drei Brühler Gemeinden für diese fort. Zur Pfarrei Johann Baptist gehörte weiterhin in früher Zeit die Gemarkung „Kranzmaar“ sowie bis 1953 die Kirchengemeinde Kalscheuren, die im Jahr 1925 erstmals eine kleine Holzkirche als abhängige Filialkirche erhalten hatte.

### Mittelalterliche Kirche

#### Vorläuferbauten
Bei der frühen, mittelalterlichen Kendenicher (Kentenich, Cantenich) Kirche Johann Baptist handelt es sich wahrscheinlich um eine der ersten bischöflichen Taufkirchen. Ihre Gründung als Eigenkirche steht mit der Ansiedlung des ersten Fronhofes oder der ersten Burg (zwischen denen der erste Kirchenbau lag) des Ortes im Zusammenhang. Hierfür spricht auch (nach Torsy) die bis in den Brühler Raum reichende Zehntgerechtigkeit der Kirche, welche noch in der frühen Neuzeit galt.

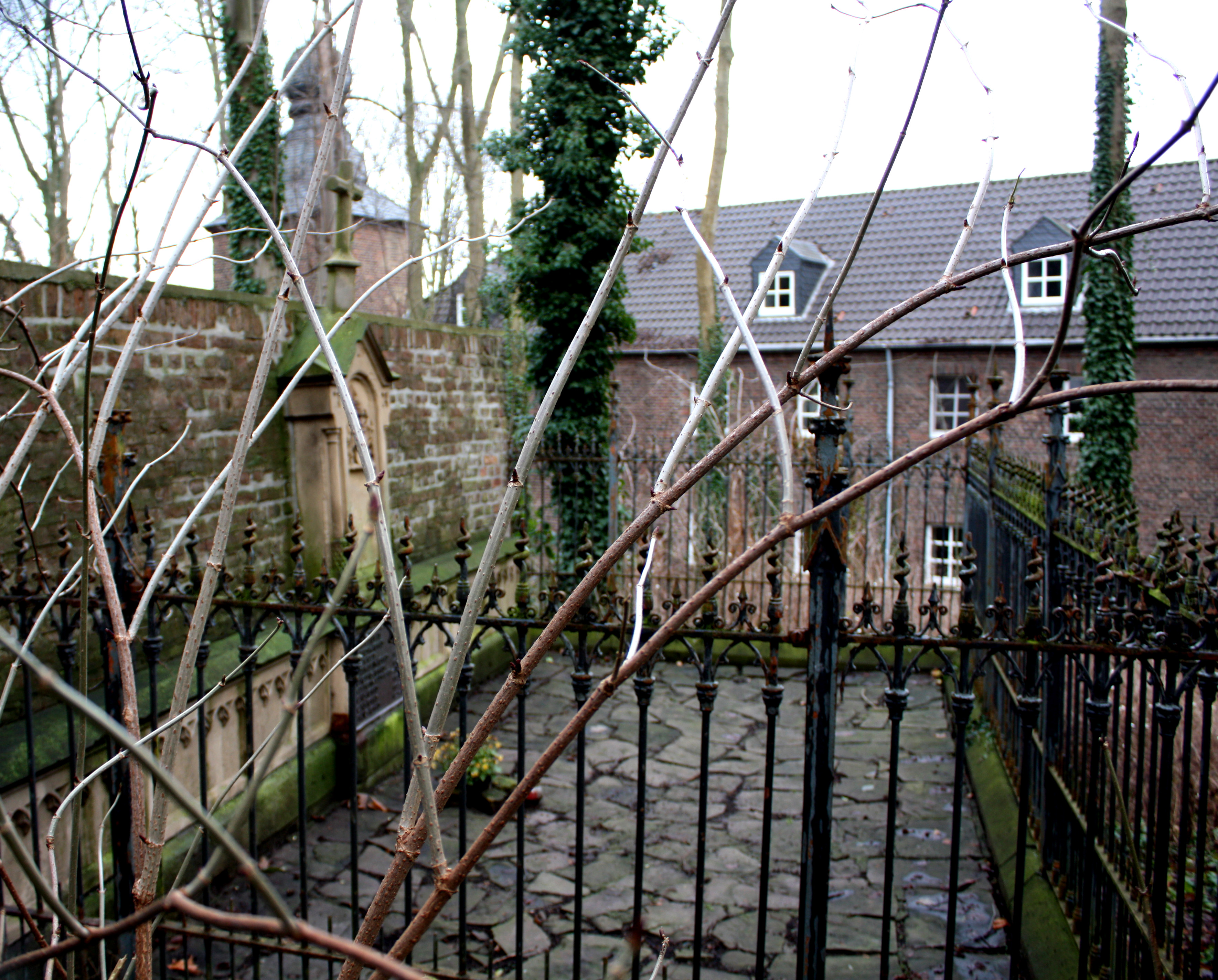
Familiengrab einiger ehemaliger Burgherren an der früheren Ummauerung des alten Kirchhofs

Die Verbundenheit, zwischen der Kirche und den damaligen Burgherren zeigt sich bis in die jüngste Zeit. So befinden sich noch heute die Grabstätten der Kendenicher Adelsfamilien an der Südostseite (in Richtung Burg) der Kirche, angelehnt an die frühere Ummauerung des alten Kirchhofes. Dort ruhen mehrere Angehörige der Familie von Kempis, die seit 1821 mit Philipp von Kempis die Burg übernahmen. An ihn, der dort 1876 bestattet wurde, erinnert eine Inschrift. Unter einem Hochkreuz befindet sich auch eine wappengeschmückte Sandsteinplatte der Familie von Groote, deren führende Mitglieder ebenfalls Herren der Burg waren, und die mehrmals das Amt eines Kölner Bürgermeisters bekleideten.
Als allererstes Kirchengebäude soll (vermutlich) ein kleines frühfränkisches Fachwerkgebäude gedient haben. Bei dem ersten Steinbauwerk handelte es sich wohl um eine einfache Saalkirche mit einem Viereckchor, dem später eine Ostapsis angefügt wurde. Es folgte die einschiffige, in romanischem Baustil errichtete Kirche des 13. Jahrhunderts.
Über das Jahre 1375 berichtet Ennen von einem Sakrileg durch eine Bluttat in der Kirche. Anlass soll Johann Scherfgin, ehemals Schöffe und Kölner Bürgermeister, gewesen sein. Scherfgin, der in Fehde mit der Stadt Köln lag, hatte sich durch eine Flucht über die Stadtmauer der Verhaftung entzogen. Ein ihn verfolgender Trupp kölnischer Stadtsoldaten vermutete ihn bei seiner Gemahlin, der Ida von Kentenich. Die Kölner, die ihn wohl nicht fanden, plünderten bei dieser Gelegenheit Ort und Kirche, und „schossen in der selben einen Knecht und eine Magd wund“, sodass die Kirche später durch einen Kölner Weihbischof erneut geweiht wurde.

#### Baubeschreibung

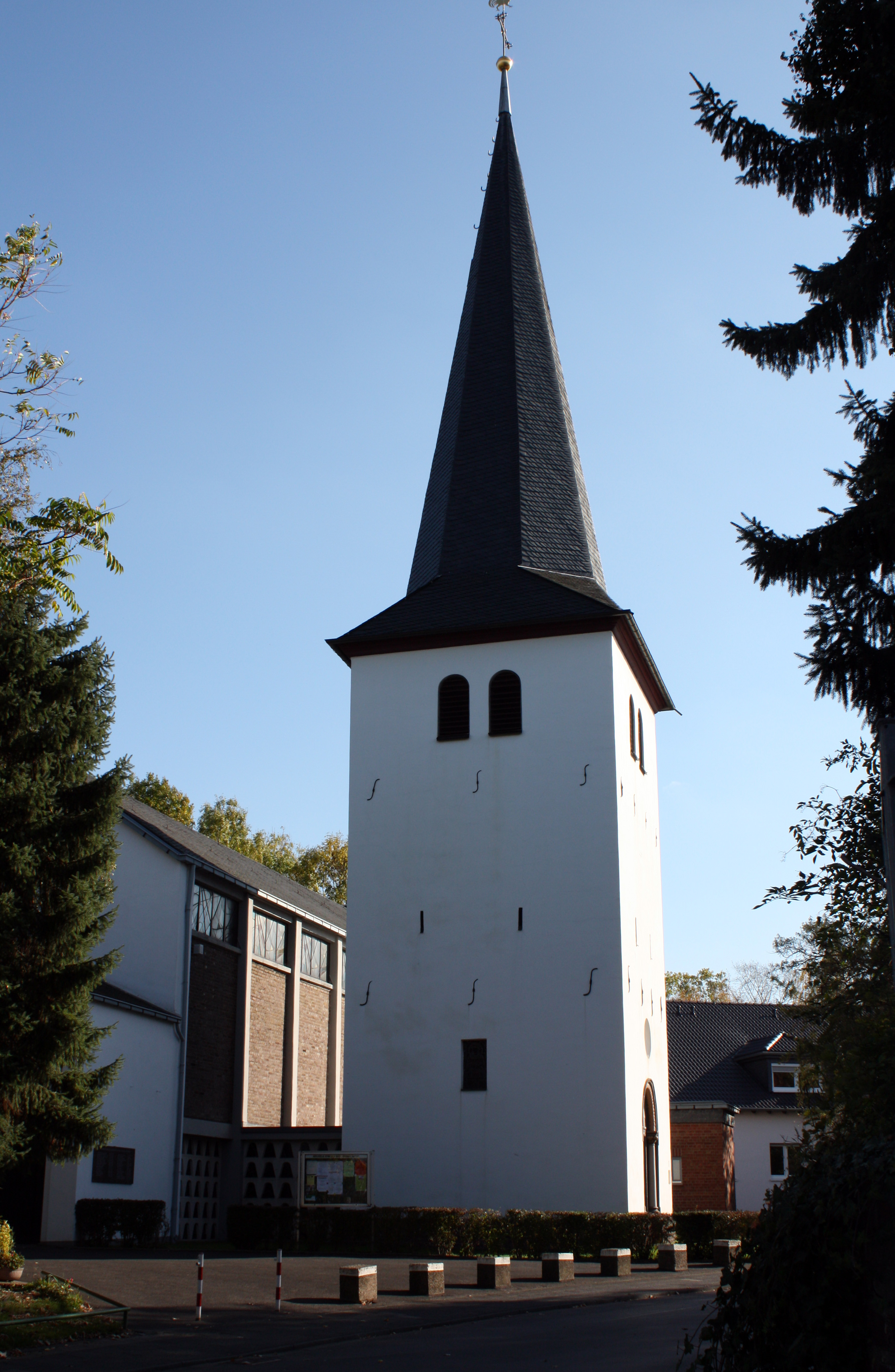
Johann Baptist

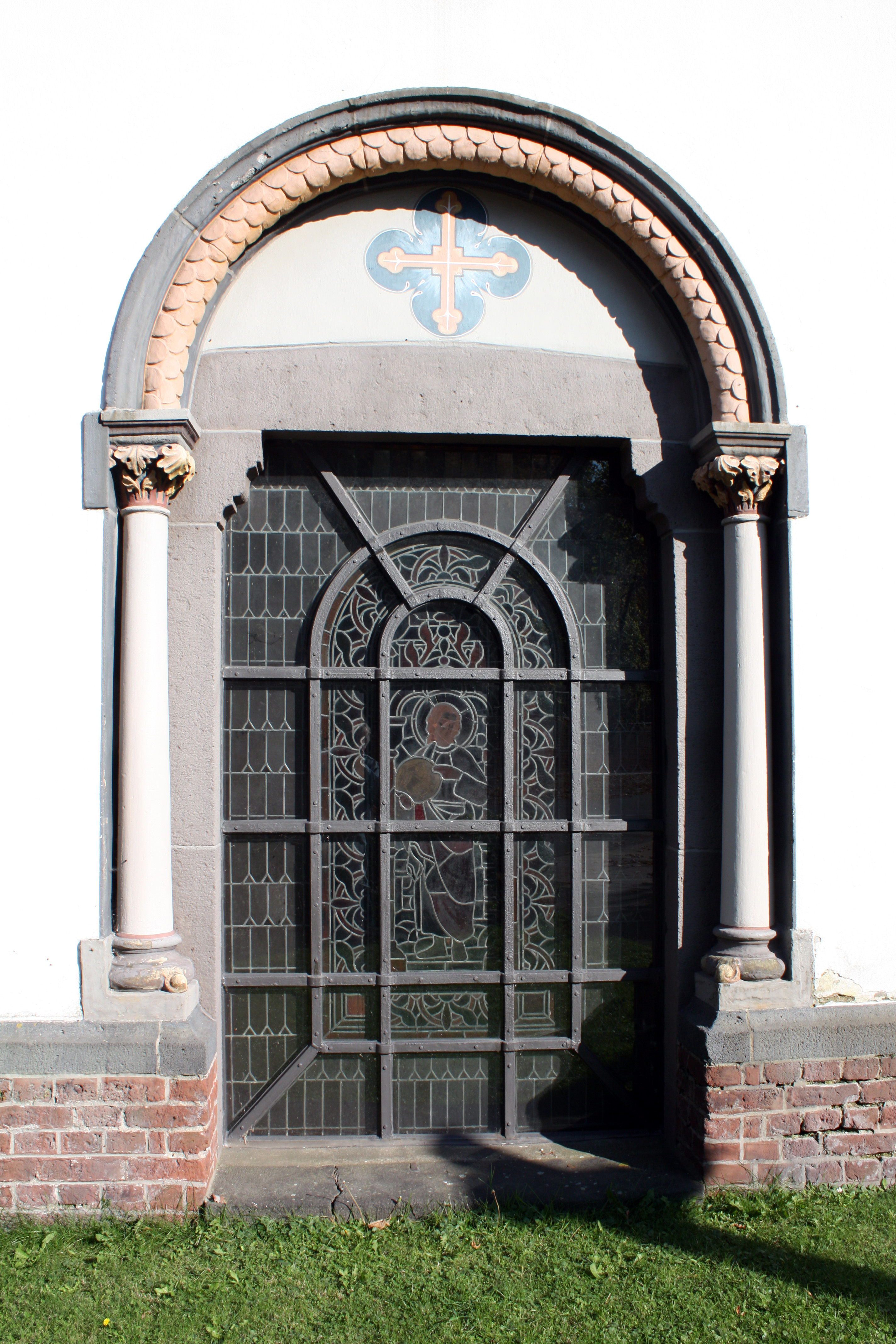
Verbliebener Turm, wahrscheinlich der ehemalige Eingang

Das auf die Vorgängerbauten des 9. oder 10. Jahrhundert folgende Bauwerk stand auf einem Teil des Burgareals und war aus massivem Trasssteinmauerwerk errichtet worden. Die Gesimse, Ecken und Sockel, sowie einige Verzierungen bestanden aus behauenem Werkstein. Sein Schiff hatte eine Länge von 32, und eine Breite von 32 ¾ preußischen Fuß, dem sich ein Chor von 17 Fuß Länge und 16 Fuß Breite anschloss. Die Kirche war unförmig und niedrig, ihr Schiff hatte eine flache Holzdecke und lediglich der Chor war mit einem steinernen Kreuzgewölbe versehen worden. Insgesamt besaß das Bauwerk nur vier Fenster, davon drei in der Südwand des Langhauses und eines im Chor. Eine aus Ziegelstein errichtete Sakristei an der Nordseite des Chores war wahrscheinlich zu späterer Zeit dem Bauwerk hinzugefügt worden. An der Westseite erhob sich der weiter verwendete, aus Ziegelmauerwerk errichtete Kirchturm. Seine Maße betrugen: 18 Fuß Länge und 16 Fuß Breite, seine Höhe maß 80 Fuß, wobei hiervon 50 Fuß auf das Mauerwerk entfielen. In diesem soll ein eisernes Täfelchen das Baujahr 1682 ausgewiesen haben. Der Name des Baumeisters ist nicht überliefert.
Die durch den Turm zu betretende Kirche verfügte an ihrer Südseite über einen weiteren Zugang, die „Brühler Kirchenthüre“. Durch diese betraten in alter Zeit die Brühler Parochieanen das Gotteshaus, wenn sie dem „Brühler Kirchweg“ folgend über Vochem und Fischenich Kendenich aufsuchten.
Neben dem Hochaltar, der dem hl. Johann Baptist geweiht war, gab es zwei weitere. Der Südaltar war dem hl. Antonius geweiht, und der nördliche der Jungfrau Maria.

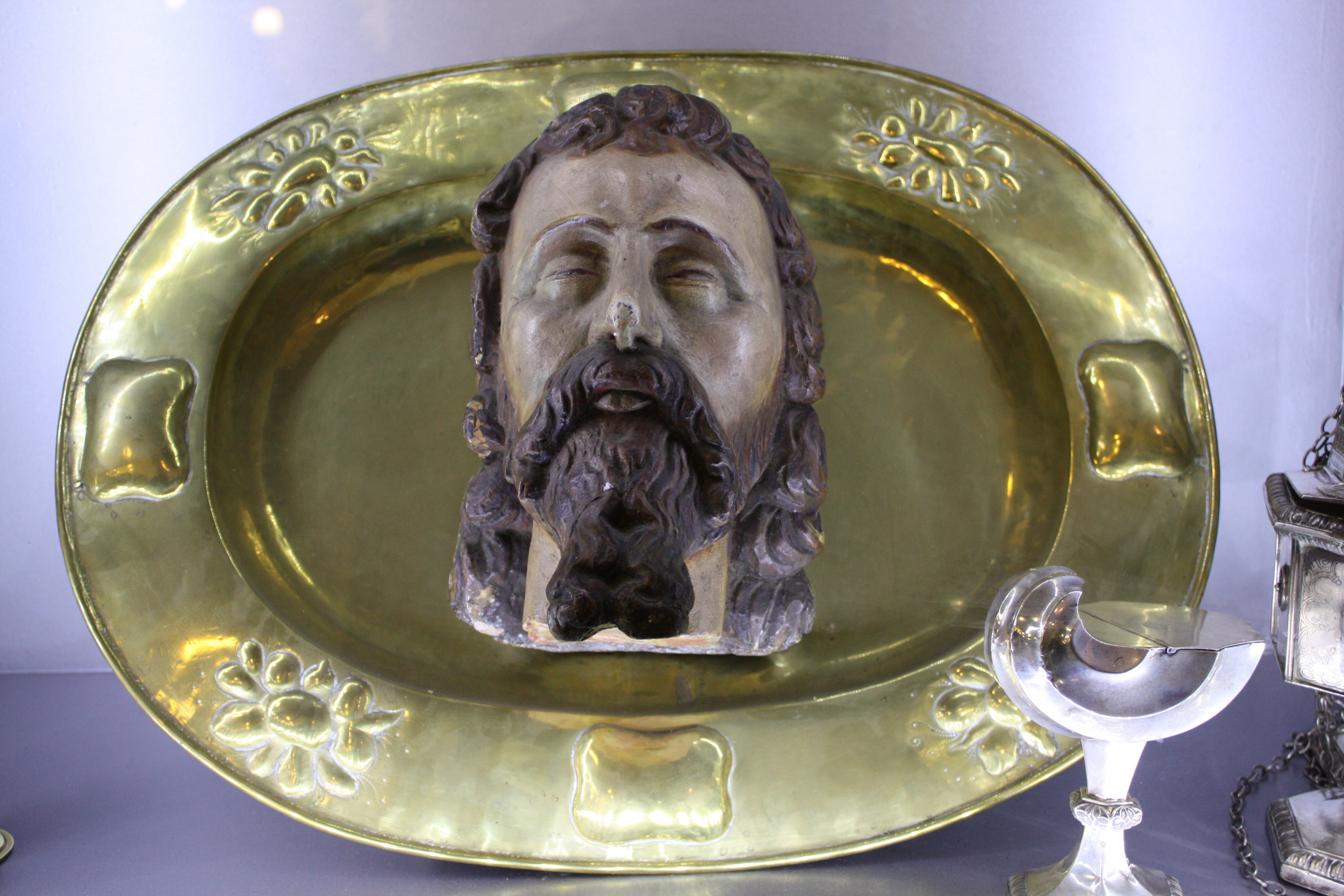
„Johannes-Schüssel“ von 1682

Zur weiteren bekannten Ausstattung der Kirche wurde im Jahr 1682 ein Geschenk aus Kalscheuren: Die Pfarrei erhielt von der Halfenfamilie des Kalscheurer Hofes ein Relief des Hauptes des hl. Johannes dem Täufer auf einer aus Kupfer getriebenen Schüssel (Johannisschüssel). Ob das zu den historischen Kunstschätzen zählende Geschenk zur Einweihung des Turmes überreicht wurde, ist nicht bekannt. Bei Rosellen werden auch die Namen der Halfen angegeben, er nennt „Leonaed Foeß“ und „Mechtildis vom Bergh“.
Die Baupflicht für das Kirchenschiff und den Chor oblag bis zum Jahr 1802 dem Stift Sankt Ursula in Köln, verantwortlich für den Turm und die Mauer des Kirchhofes war die Zivilgemeinde. Die Kirche wurde im Jahr 1859 bis auf ihren Turm abgebrochen. Ersetzt wurde sie 1860 von dem Architekten Heinrich Nagelschmidt (1822–1902), der sie als Bauwerk in neoromanischem Stil konzipiert hatte.

### Neoromanischer Kirchenbau

#### Beschluss für einen Neubau

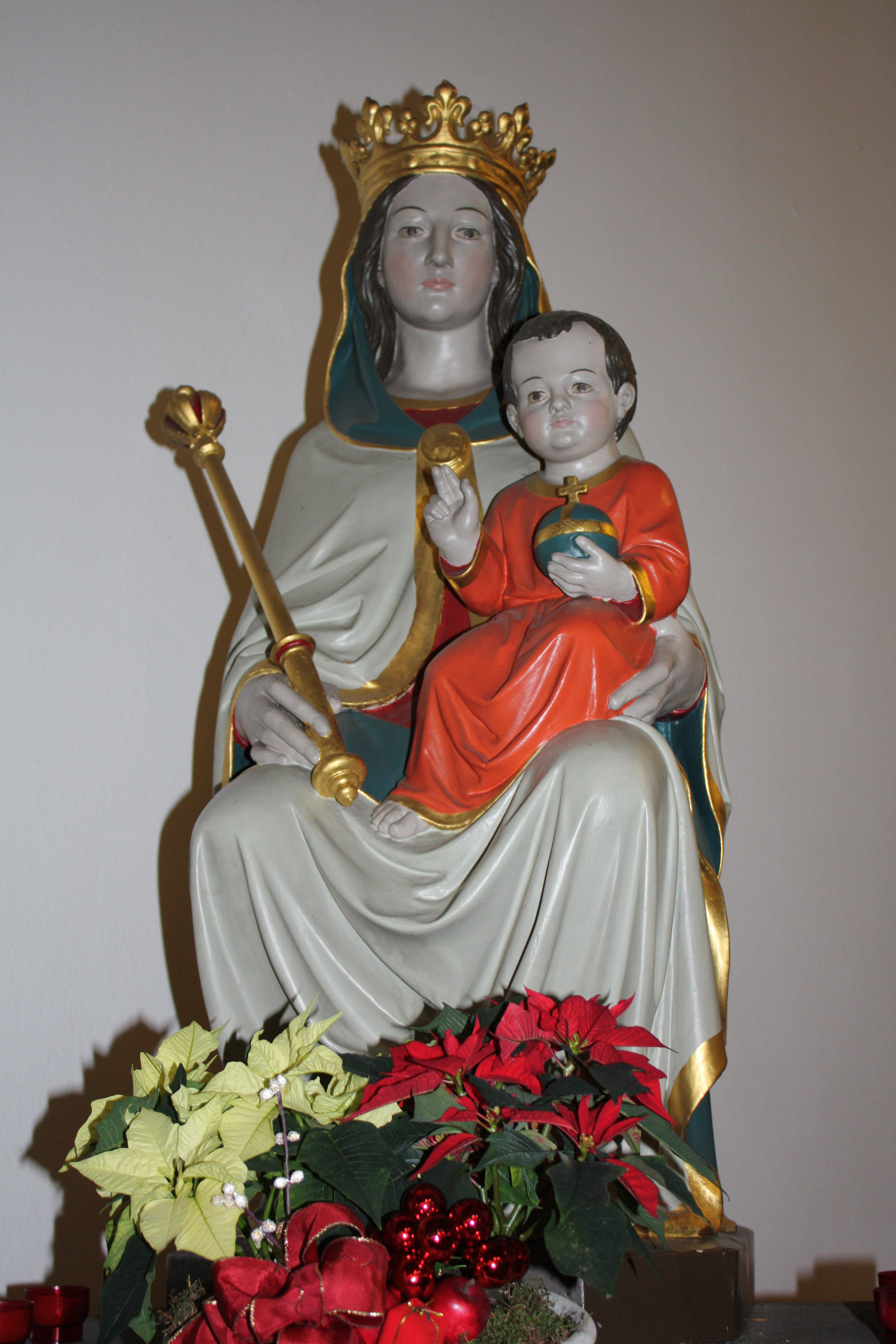
Maria Königin (erste Hälfte des 19. Jh.)

Im letzten Viertel des 19. Jahrhunderts dachten die Gemeindemitglieder aufgrund der Altersschwäche der Kirche sowie der immer stärker anwachsenden Kirchengemeinde an den Bau eines neuen Gotteshauses. Da die Kirchenfabrik nur über begrenzte Mittel verfügte, nahm dessen Vorstand Verhandlungen mit dem Gemeinderat auf. Die Parteien erzielten bezüglich der Kosten für einen Kirchenneubau im März 1858 einen einvernehmlichen Beschluss, in dem einem durch Baumeister Nagelschmidt erarbeiteten Kostenvoranschlag zugestimmt wurde. Die darin angeführten Kosten betrugen 6400 Taler. Hiervon sollten für den Neubau des Kirchenschiffes durch die Kirchenkasse 5400 Taler aufgebracht werden. Dies sollte in Form eines gewährten Darlehens der Gemeinde ermöglicht werden, wenn die baupflichtige Kirche bis zur Tilgung einer jährlichen Abtragung von 100 Talern nachkomme. Rittergutsbesitzer Philipp von Kempis steuerte weitere 1000 Taler als Geschenk bei. Das für die Erweiterung benötigte, auf seinem Grundbesitz liegende Bauland vergab er an die Kirche unter Vorbehalt. Er verlangte, dass ihm und seinen Angehörigen fortan ein nur von ihnen zu nutzender Sitz im Chor- und Altarbereich der Kirche zur Verfügung stehen werde. Diese Forderung akzeptierte die Kirchenführung ihrerseits unter der Bedingung, dass dies nur gelte, solange die Spenderfamilie der katholischen Kirche angehöre.
Die Bauausführung erfolgte durch Maurermeister Simon Weiden aus Frechen. Nach der Entweihung der Kirche und deren Ausräumung begann im Jahr 1859 der Abbruch des alten Kirchenschiffes.
Ein unter dem Turm eingerichteter, provisorischer Altar ermöglichte während der Bauzeit die tägliche Lesung einer Messe. Schon im Mai 1859 wurde der Grundstein zum Neubau gelegt. Im April 1860 waren die Arbeiten so weit fortgeschritten, dass vor dem wiedererrichten Muttergottesaltar eine erste Messe gefeiert werden konnte. Zum Festtag Johannes des Täufers, am 24. Juni 1860, wurde der dem Schutzpatron der Kirche gewidmete Hochaltar eingeweiht. Insgesamt waren nach Fertigstellung Kosten von etwas über 7769 Talern entstanden, wovon aus dem Verkaufserlös des Inventars der alten Kirche eine Summe von 721 Talern in Abzug zu bringen war.

#### Baubeschreibung und Ausstattung

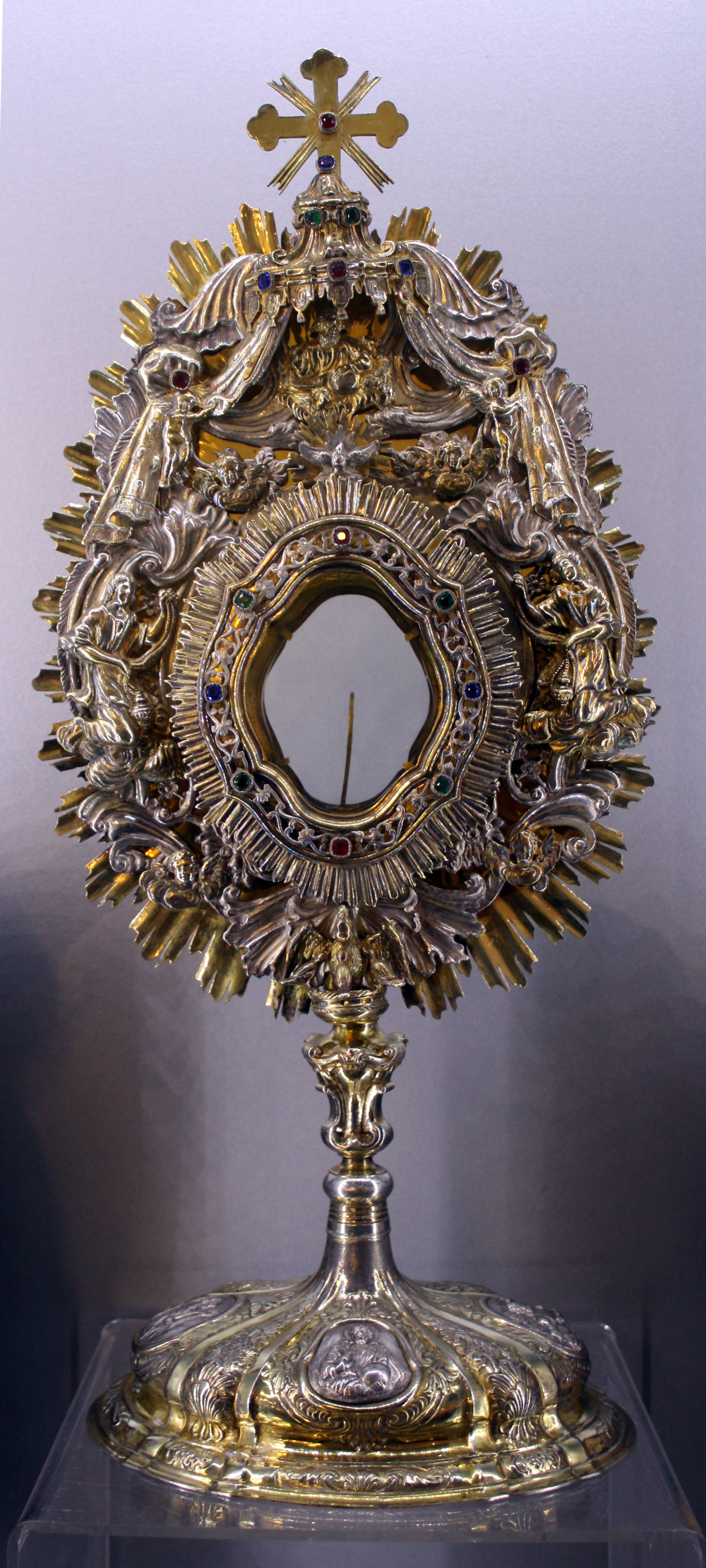
Barocke Monstranz aus Messingsilber (1747), hergestellt bei Apolonia Tapperts in Köln

Das neue Kirchenschiff wurde nun dreischiffig im neoromanischen Stil errichtet. Die Schiffe hatten ein Maß von 44 × 44 Fuß Länge und Breite, wovon auf das Mittelschiff eine Breite von 20 Fuß entfiel. Der Chor war 27 Fuß lang, Chor und Mittelschiff waren je 36 Fuß hoch. Drei viereckige Pfeiler mit auf ihnen ruhenden Bögen trennten zu jeder Seite des Mittelschiffes die Seitenschiffe ab.
Zum Ende des 19. Jahrhunderts hieß es in einer Beschreibung der neuen Kendenicher Kirche sinngemäß:
„Was ihr an architektonischen Feinheiten fehlt, gleicht sie mit einer beeindruckenden Innenausstattung aus, ihre Ausschmückung gehört zu den Kunstvollsten und Schönsten, wie sie in anderen Landkirchen kaum vorkommt.“
Zu dieser Ausstattung gehörte zum Beispiel: Ein in romanischem Stil gefertigter Hochaltar, mit einem Altartisch aus schwarzem Marmor, dessen hölzerner Aufsatz, ein von dem Kölner Bildhauer Richard Moest geschaffenes, fein geschnitztes, Polychromiertes Kunstwerk war. Der Altar konnte aufgrund einer Schenkung von 3000 Talern im Jahr 1884 angeschafft werden. Auch die Seitenschiffe waren jeweils mit einem Altar ausgestattet. Dies waren der dem hl. Josef geweihte und der Muttergottesaltar. Von letzterem befinden sich Reststücke, in Form von zwei erhaltenen Tafeln, als schmückende, wertvolle Sehenswürdigkeiten an den Pfeilern des Eingangsbereiches an der Nordwestseite der Kirche. 1875 erhielt die Kirche eine Orgel. Sie wurde von dem Orgelbauer Kalscheuer aus Nörvenich, zum Preis von 1162 Talern angefertigt. Den Kauf bezuschusste Herr „von Kempis“ mit 262 Talern.
Der alte Turm barg ein Geläut mit drei Glocken, deren harmonischer Klang in den 1870er Jahren gestört war. Es erfolgte eine Auswechslung von zwei schadhaften Glocken durch die Glockengießerei Andreas Rodenkirchen in Deutz. Heute hängt im Kirchturm von St. Johann eine vierstimmiges Bronzegeläut mit drei Glocken der Glockengießerei Otto aus Bremen-Hemelingen (Glocken 1 bis 3) und eine Glocke von Martin Legros aus dem Jahr 1773 (Glocke 4). Die Glocken erklingen auf: e' – g' – a' – e''- Ihre Durchmesser sind:
1223 mm, 1028 mm, 916 mm, 750 mm. Die Glocken haben folgende Gewichte: 1100 kg, 650 kg, 460 kg, 260 kg.

### Pfarrstelle, Pastorat, Kirchhof

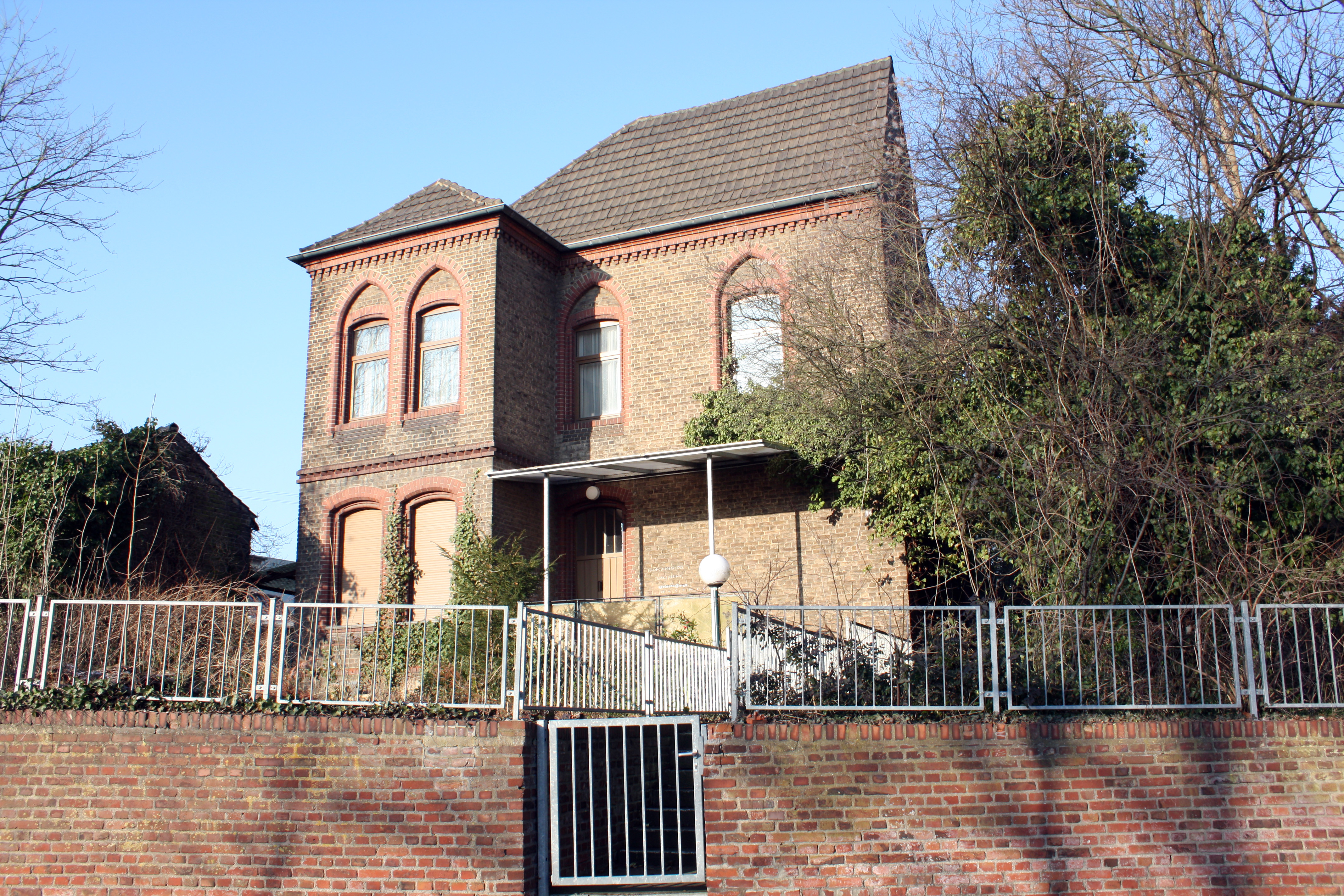
Pfarrhaus und Garten

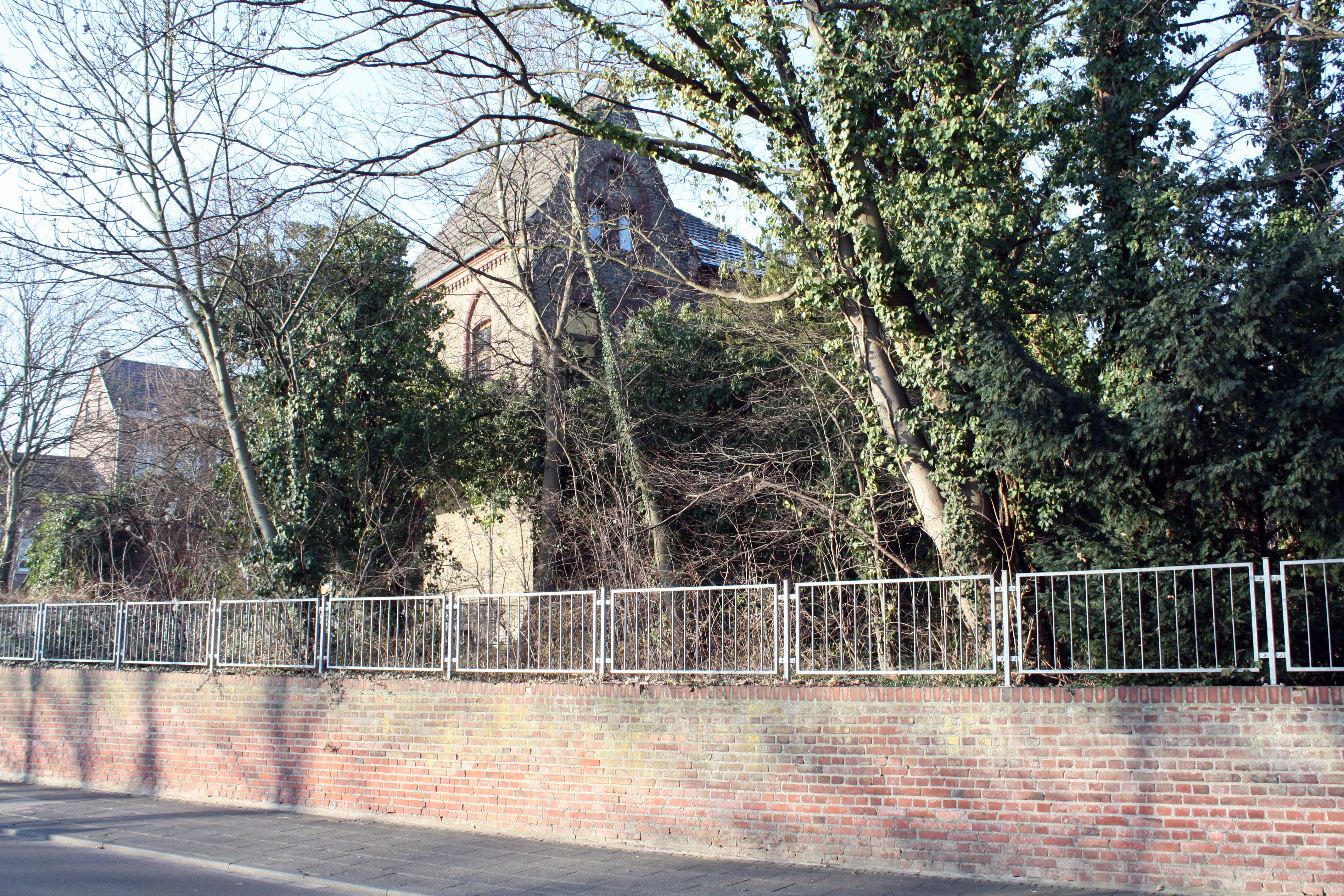
Pfarrgarten, Detail

#### Von der Pfarrstelle zum Pastorat
Kendenich hatte über Jahrhunderte kein eigenes Pfarrhaus. In den Anfängen reiste der Pfarrer aus Köln an, da er dort zumeist auch als „Vicrius“ an St. Ursula tätig war. Später, nach dem Anwachsen der Dorfgemeinde, quartierte er sich bei den Bauern des Ortes ein. Erst am Ende des 17. Jahrhunderts kam es auf Drängen der geistlichen Behörden zu einer Änderung der Situation. Im Jahr 1682 erreichte die damals zuständige Christianität Bergheim unter Androhung einer Suspendierung der Pfarrstelle, dass Verhandlungen aufgenommen wurden. Weltliche und geistliche Stellen berieten über eine anteilige Kostenübernahme für die Einrichtung einer Residenz des Pastors vor Ort, kamen jedoch zu keiner Einigung. So erbaute auf einer kleinen Parzelle gegenüber der Kirche Christian Kerpen, Lizenziat der Theologie, Vikar an St. Ursula zu Köln und von 1697 bis 1733 Pfarrer in Kendenich aus zum Teil eigenen Mitteln ein erstes bescheidenes Pfarrhaus in Kendenich.
1816 erwarb der Kirchenvorstand vom „Frentzenhof“ des Freiherren Franz Ludwig von Beissel, den sogenannten „Kirchengarten“, ein dem Pfarrhaus angrenzendes Gelände von ¼ und 18 Ruten Größe. An den Verkauf zum Preis von 100 Talern knüpfte der Freiherr die Bedingung, dass dieses Gelände nur als Garten des Pastorats genutzt, und keinen anderen Zwecken dienen dürfe.
Zum Unterhalt der Pfarrei war im Jahr 1827 ein Landstück von vier Morgen zugehörig. Durch Verpachtung des Landes erzielte ein Kendenicher Geistlicher ein festes Einkommen. Es brachte ihm 8 Reichstaler, aus Stiftungen erhielt er weitere 14 Reichstaler, 24 Sgr. Das an der heutigen Ortshofstraße, der Kirche gegenüber liegende Grundstück mit dem Pastoratsgebäude, wurde 1863 von der Zivilgemeinde mit einer massiven Mauer umgeben, und ist in dieser Form erhalten.

#### Gruft und Kirchhof

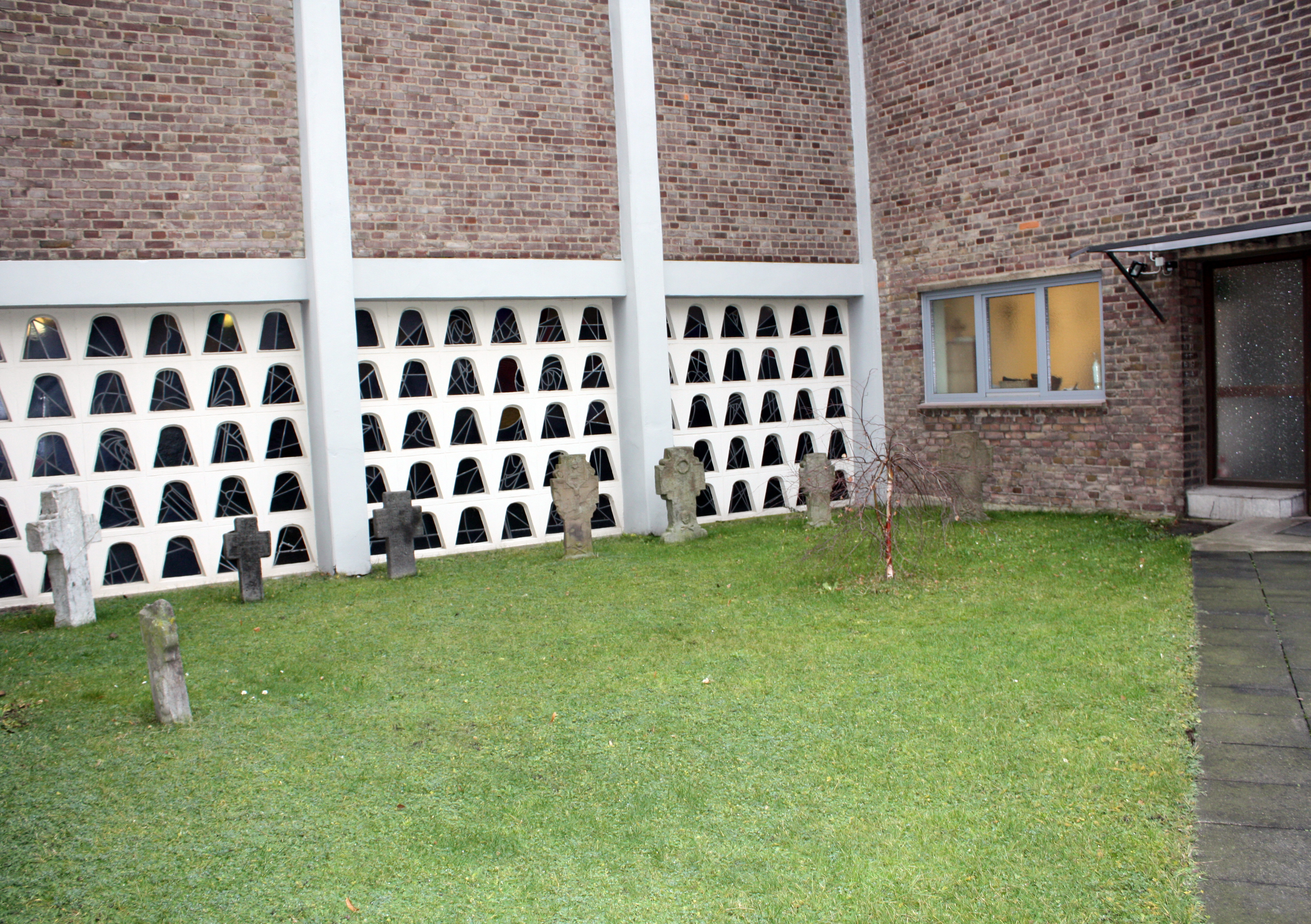
Grabkreuze des alten Kirchhofes

Außer den Pastoren wurden bis Ende des 18. Jahrhunderts auch die Burgherren und ihre Anverwandten in der Kirche bestattet. Der Eingang zum Grabgewölbe des Adelsstandes befand sich vor der Kommunionbank, neben dem Antoniusaltar. Aufzeichnungen im Totenbuch enthielten (zur Zeit Rosellens) beispielsweise Daten wie: † 1685, Henricus Stille von Köln; † 1714, Maria, Freifrau zu Reusschenberg; † 1760, Franciscus Carolus, Freiherr zu Reuschenberg und Herr in Immendorf und Kendenich.
Die Kirche war von dem uralten Begräbnisplatz der Dorfbewohner umgeben. An diesen erinnert eine kleine, mit Grabsteinen des 17. Jahrhunderts bestandene Rasenfläche zwischen dem Turm und der Sakristei, an der Westseite der Kirche.

## Kirchenansichten nach Erweiterungsbau 1956

### Beschreibung
1956 erweiterte der Kölner Architekt Karl Band die Kirche grundlegend, wobei nur wenig Substanz des Vorgängerbaus von 1860 übernommen wurde. So blieben der Turm und die Apsis der ehemaligen Kirche erhalten.

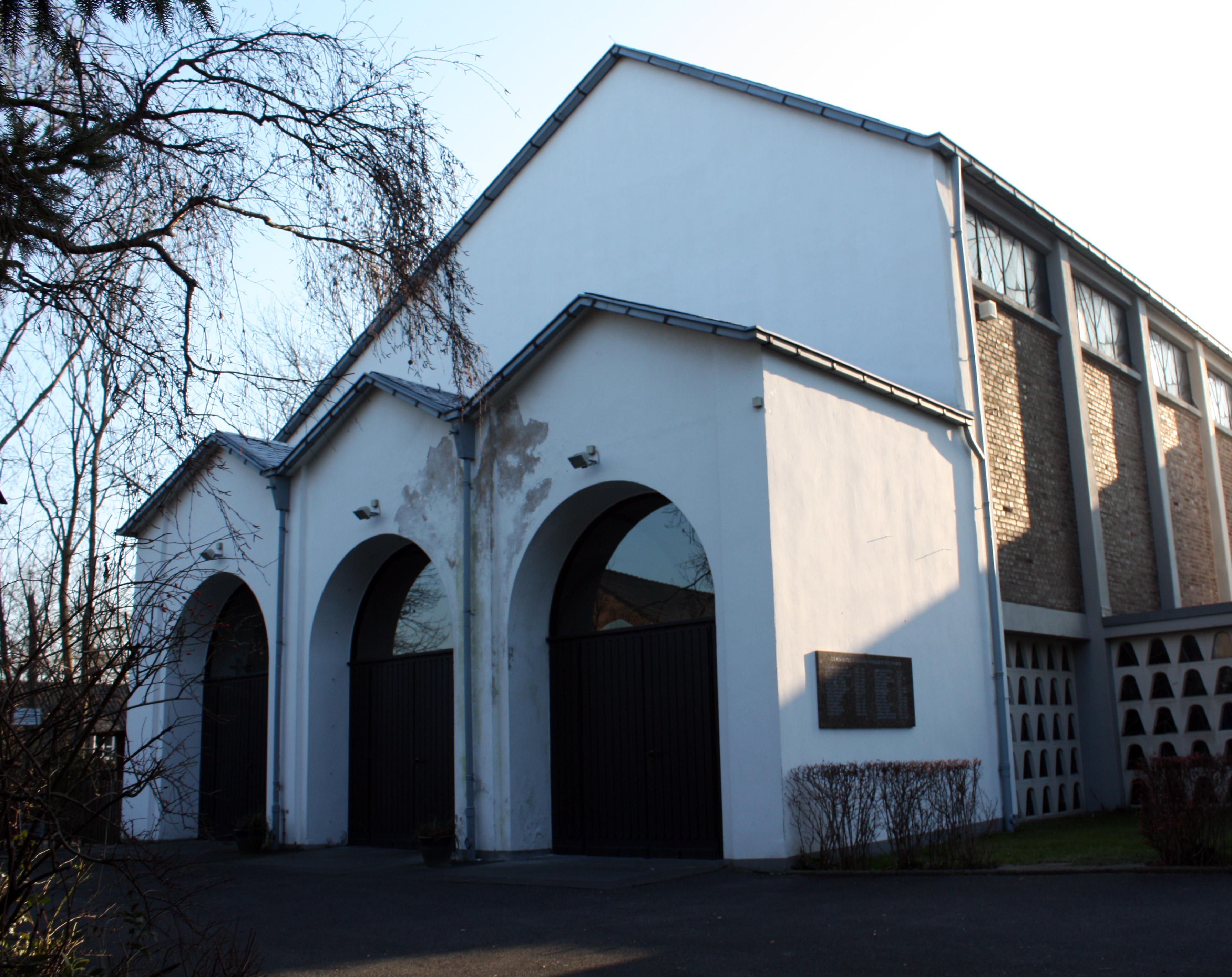
Haupteingang, Nordseite
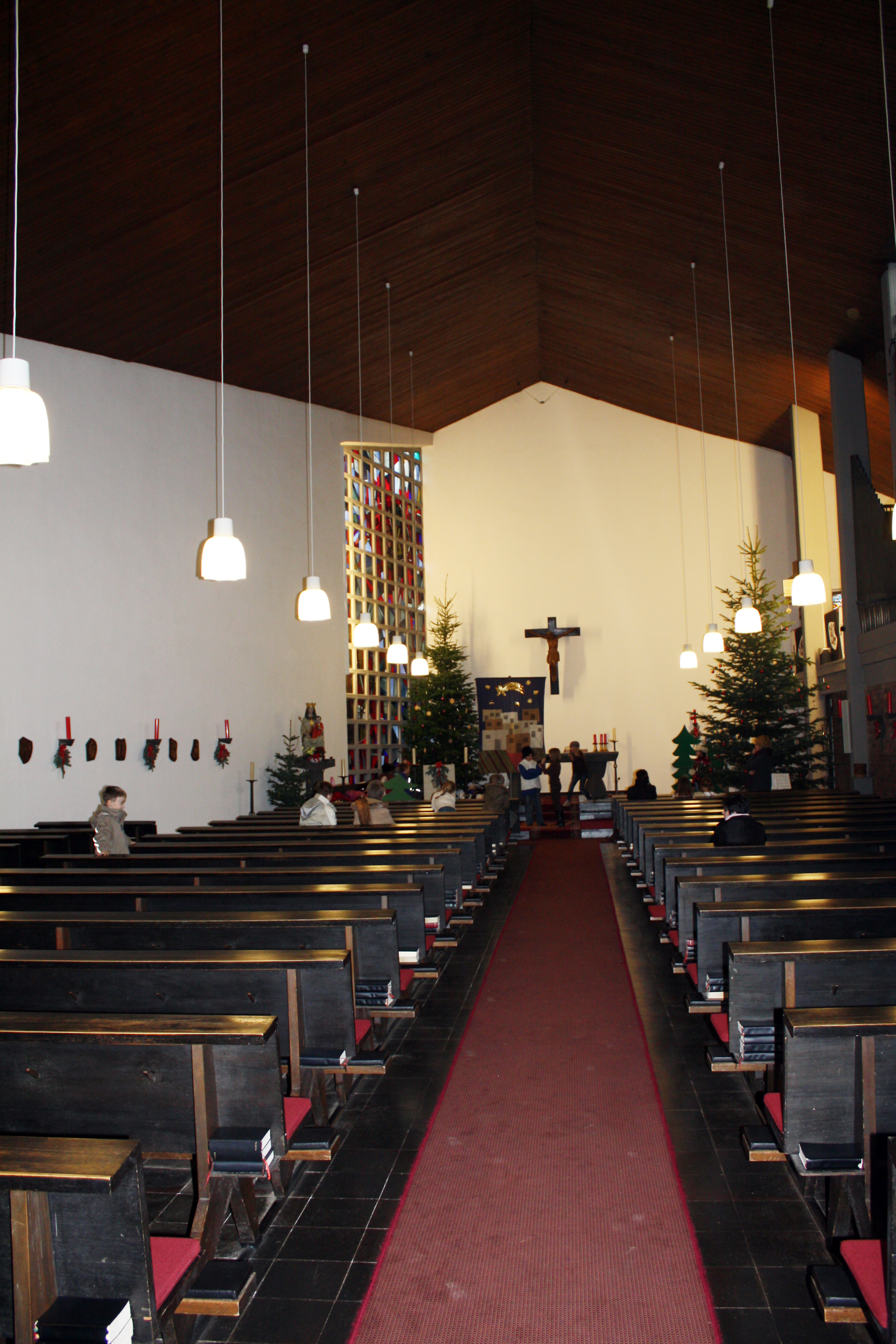
Kirchenschiff
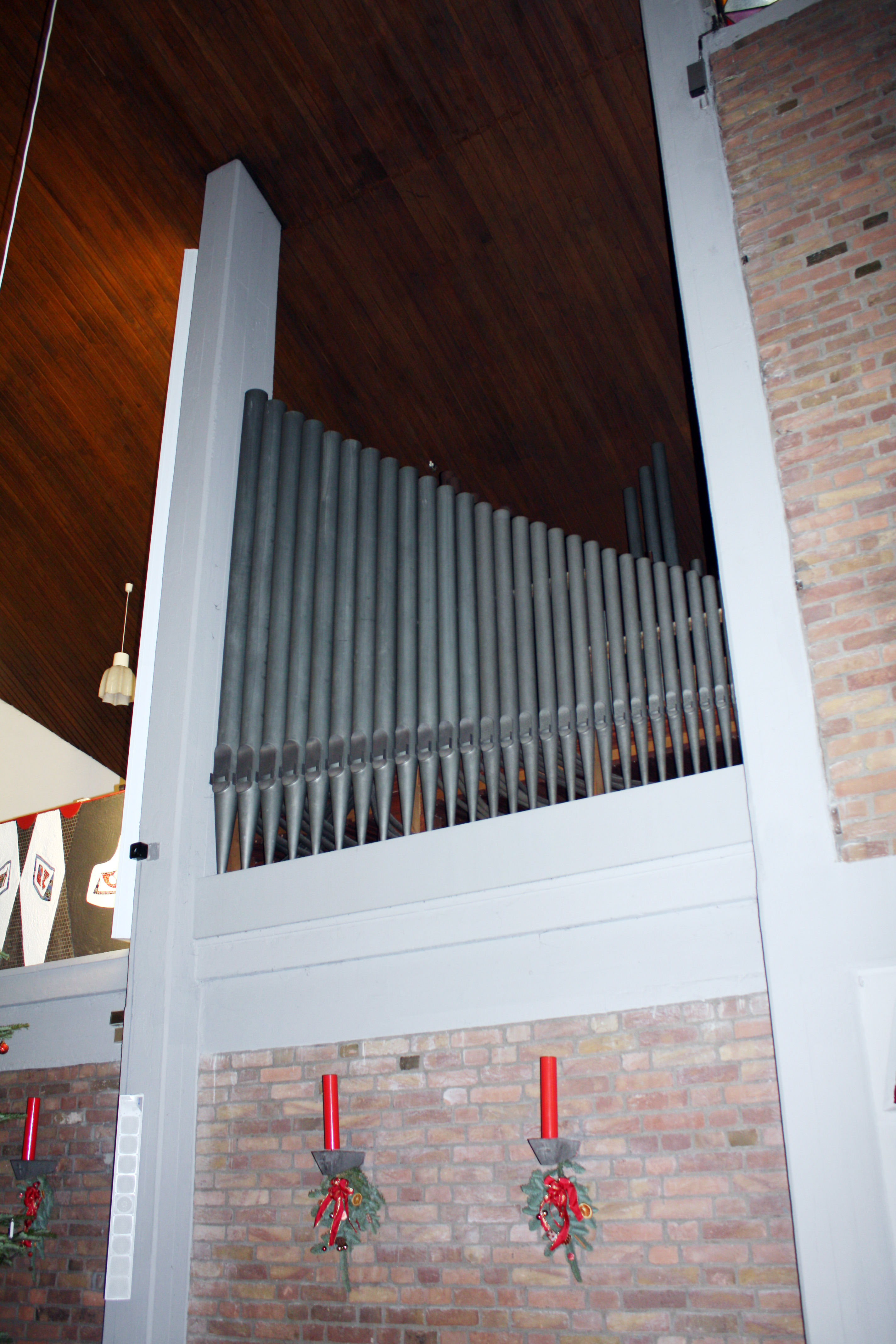
Orgelempore, obere Westseite
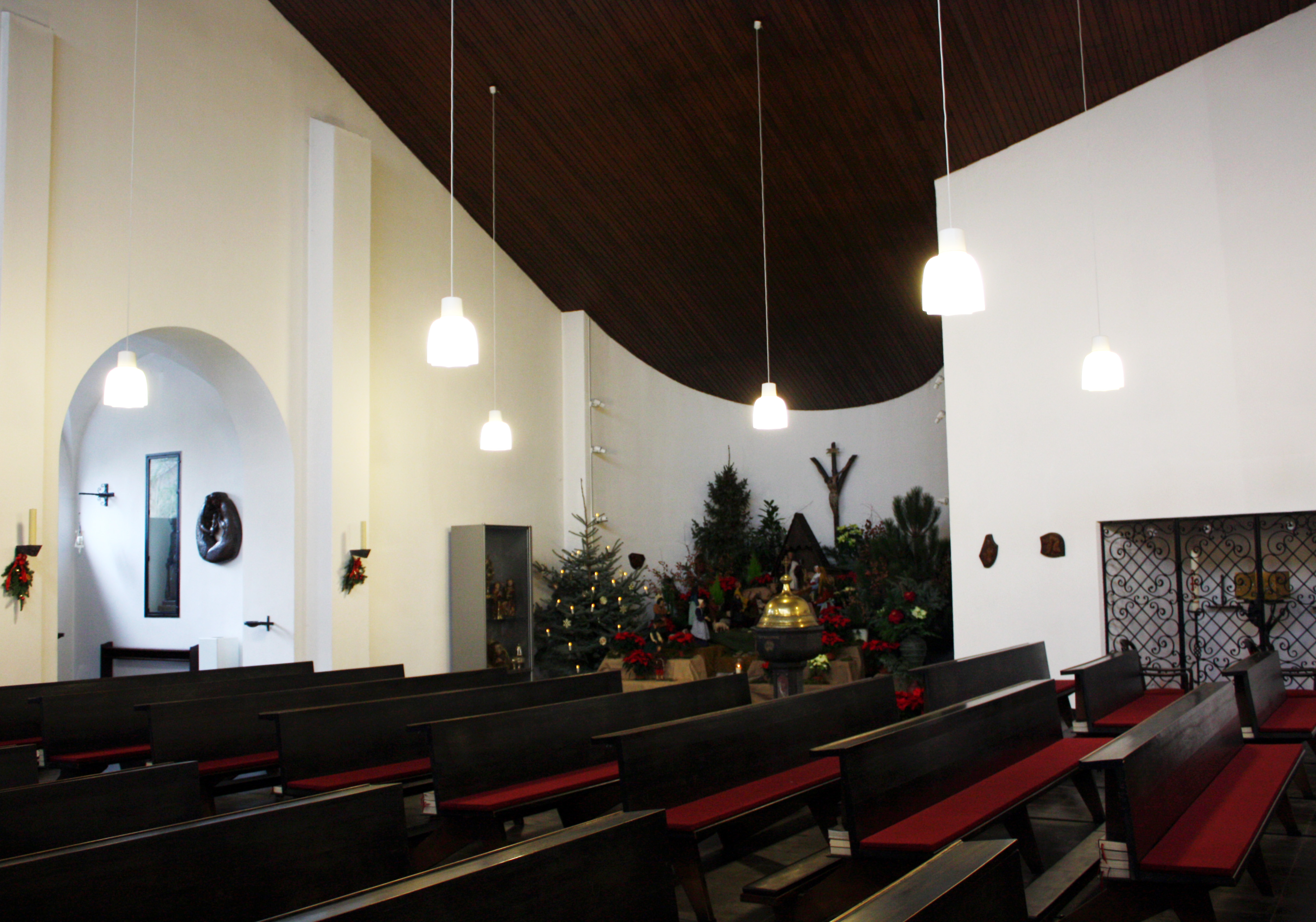
Die erhaltene Ostapsis

Das neue Kirchenschiff wurde, wohl wegen des nach Osten zur Burg hin abfallenden Geländes, in Nord-Südausrichtung erbaut. Ihre Dachkonstruktion legt sich leicht abfallend auf das langgezogene, Gebäude, und verbreitert sich an der Nord-Ostseite über der sich in Erdgeschosshöhe vorwölbenden Apsis. Das gleiche Verfahren wurde an der Süd-Westseite angewandt, dort reicht das Dach über die vorspringende Sakristei.
Den Zugang zur einschiffigen Kirche ermöglicht eine dem Bau an der Nordseite vorgesetzte Eingangshalle. Karl Band versah diese mit drei von Rundbögen eingefassten Eingänge und stellte so einen gelungenen Übergang zwischen dem Turm aus alter Zeit und dem in der typischen Architektur der 1950er Jahre errichteten Langschiff her.
Den überwiegend mit weißen Wänden gestalteten Innenraum überspannt eine holzgetäfelte Decke, die sich von ihrem Gehrungswinkel im First, beidseitig und nahtlos, über alle Bereiche des Innenraumes bis hinunter zur Erdgeschosshöhe zieht. Tageslicht erhält der Raum durch zum Teil farbig verglaste, in Betonrippen eingefügte Fenster der Langwände. Die Westwand mit der Orgelempore ist neben und unter dieser zwischen den Gefachen der Geschosse in Ziegelmauerwerk gestaltet. Der Boden des Kirchenraumes ist mit dunklen Steinfliesen ausgelegt, über den zwischen breiten Bankreihen ein mit einem Teppich belegter Mittelgang zum leicht erhöhten Altarbereich führt.

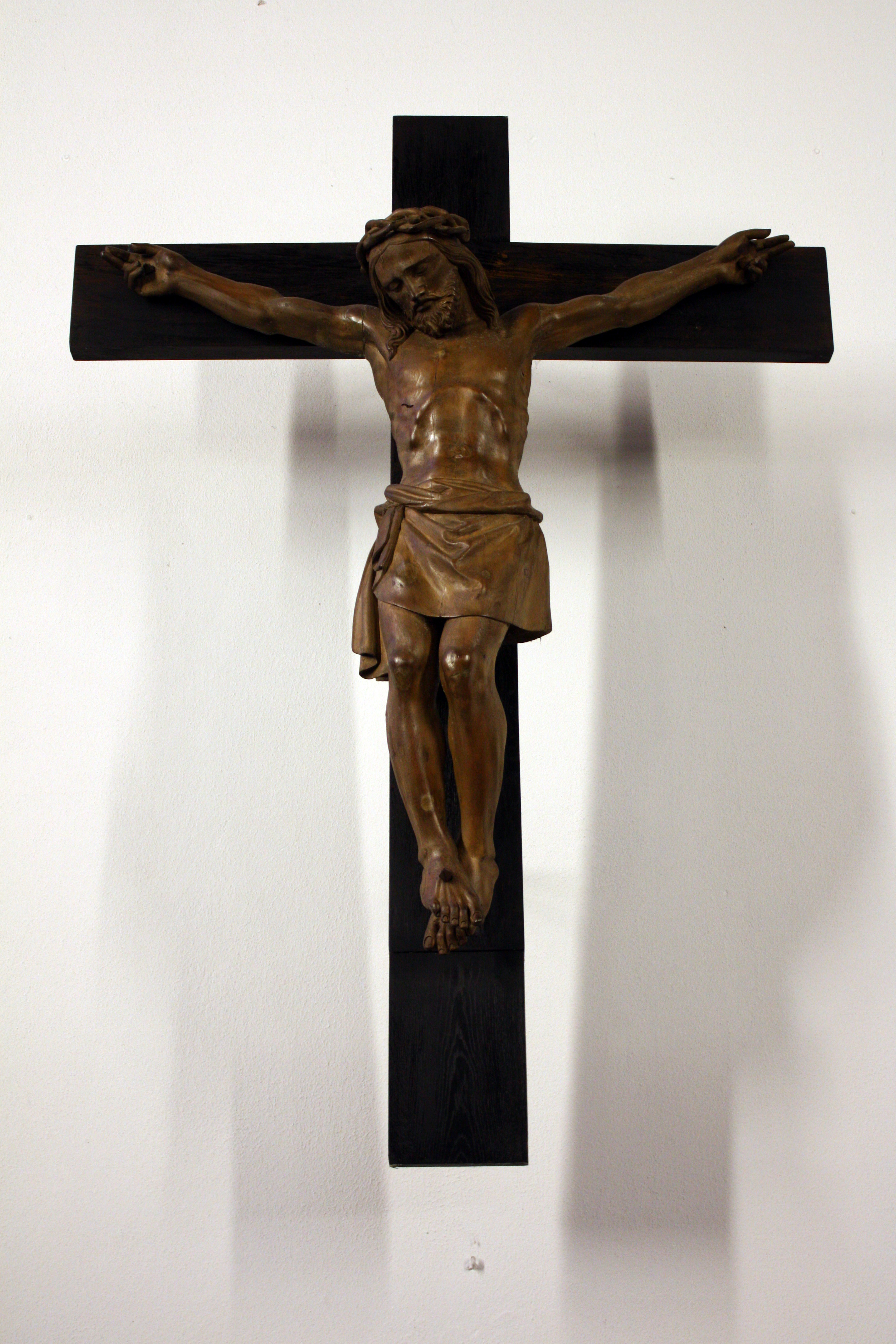
Altarkreuz
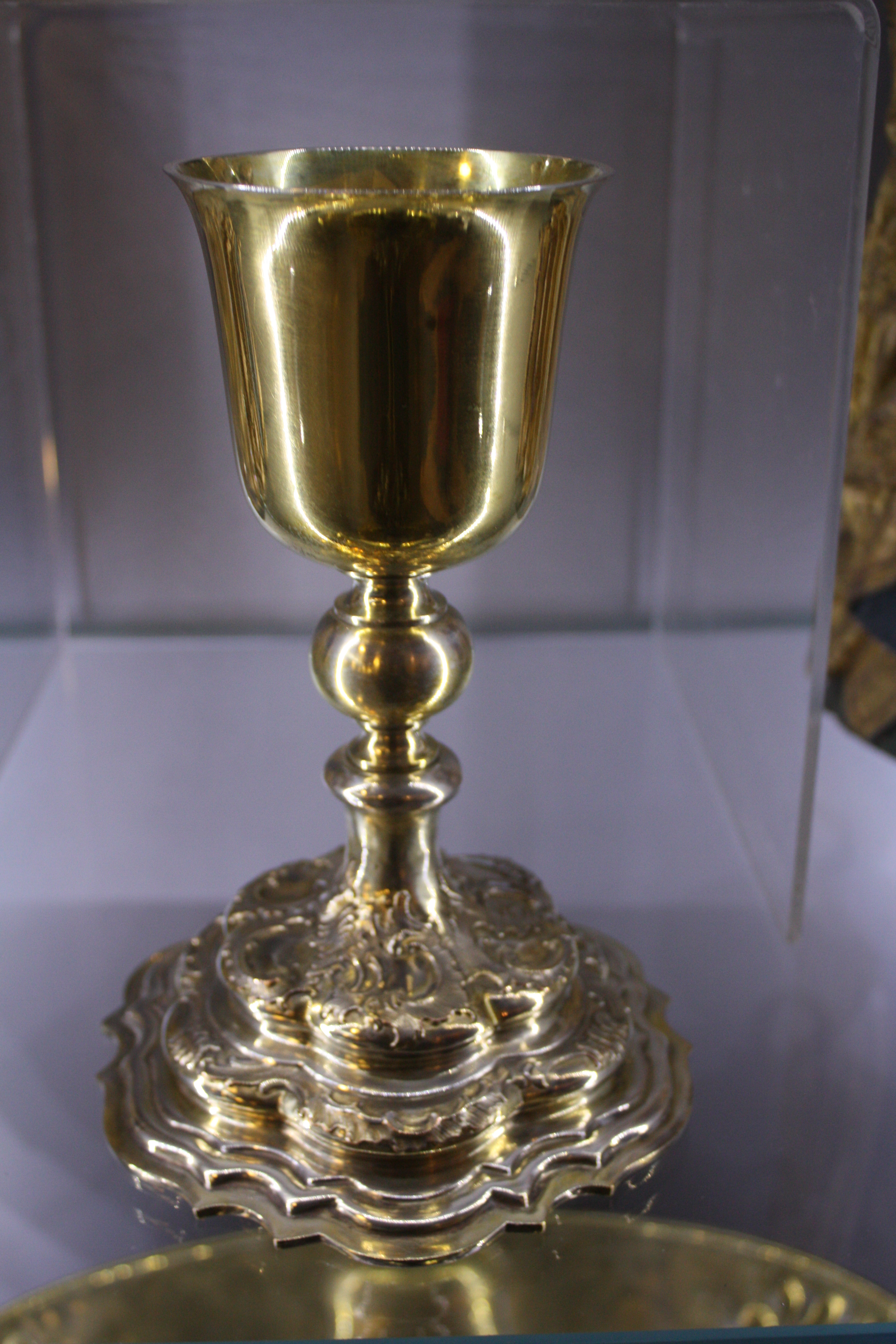
Wertvoller Messkelch
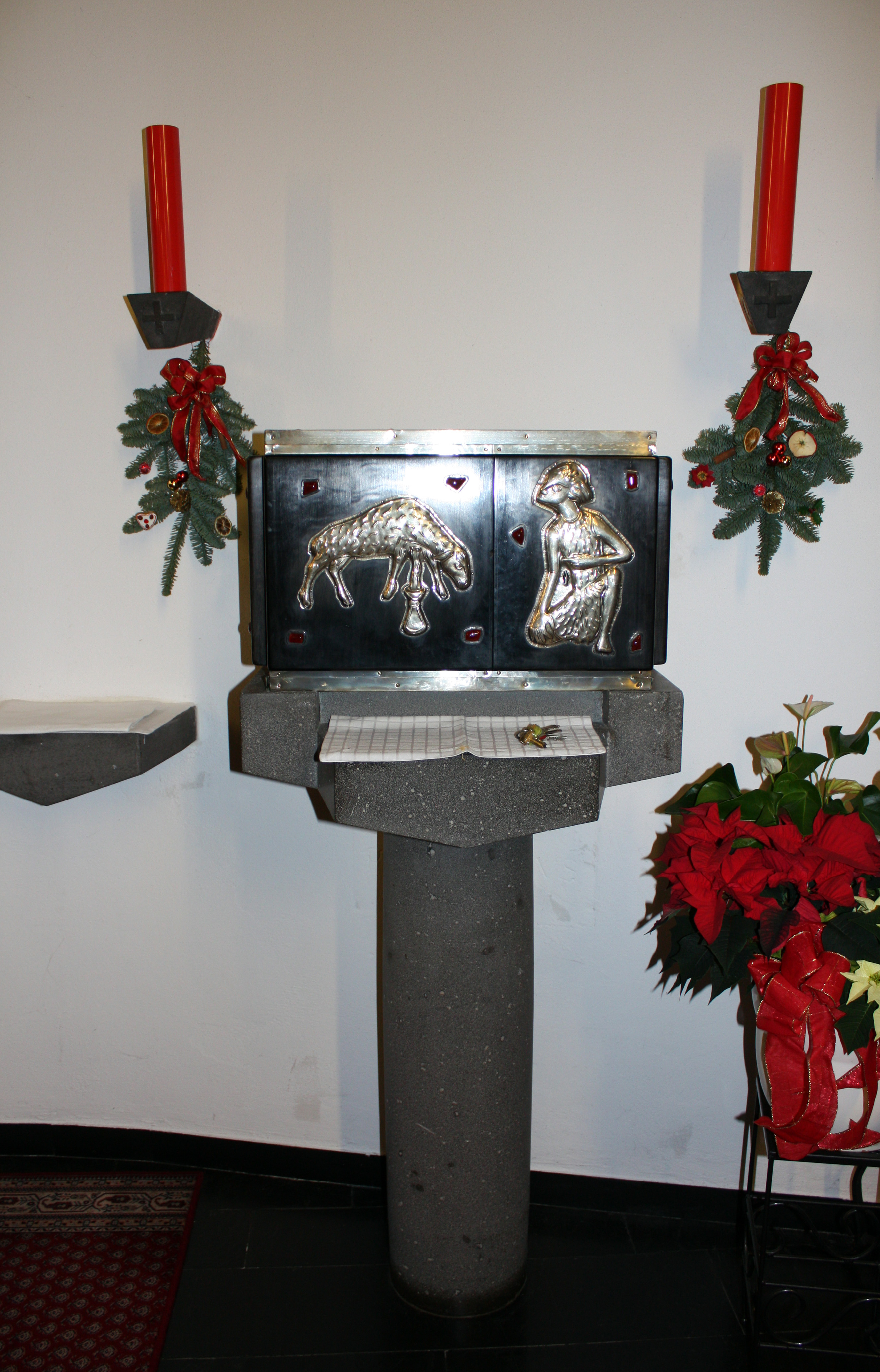
Silberbeschlagener Tabernakel aus Ebenholz
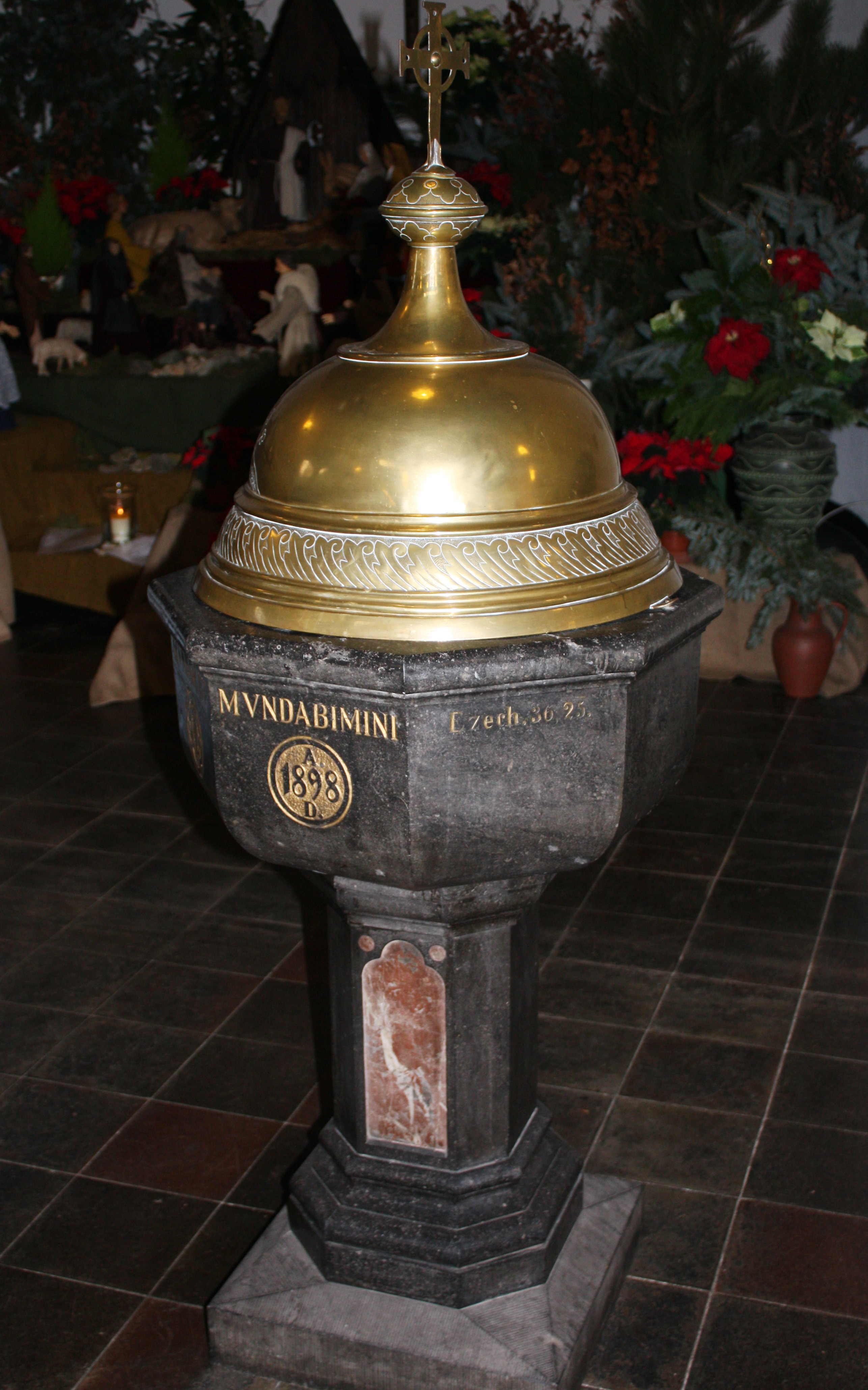
Taufstein

### Ausstattungsstücke (Auswahl)

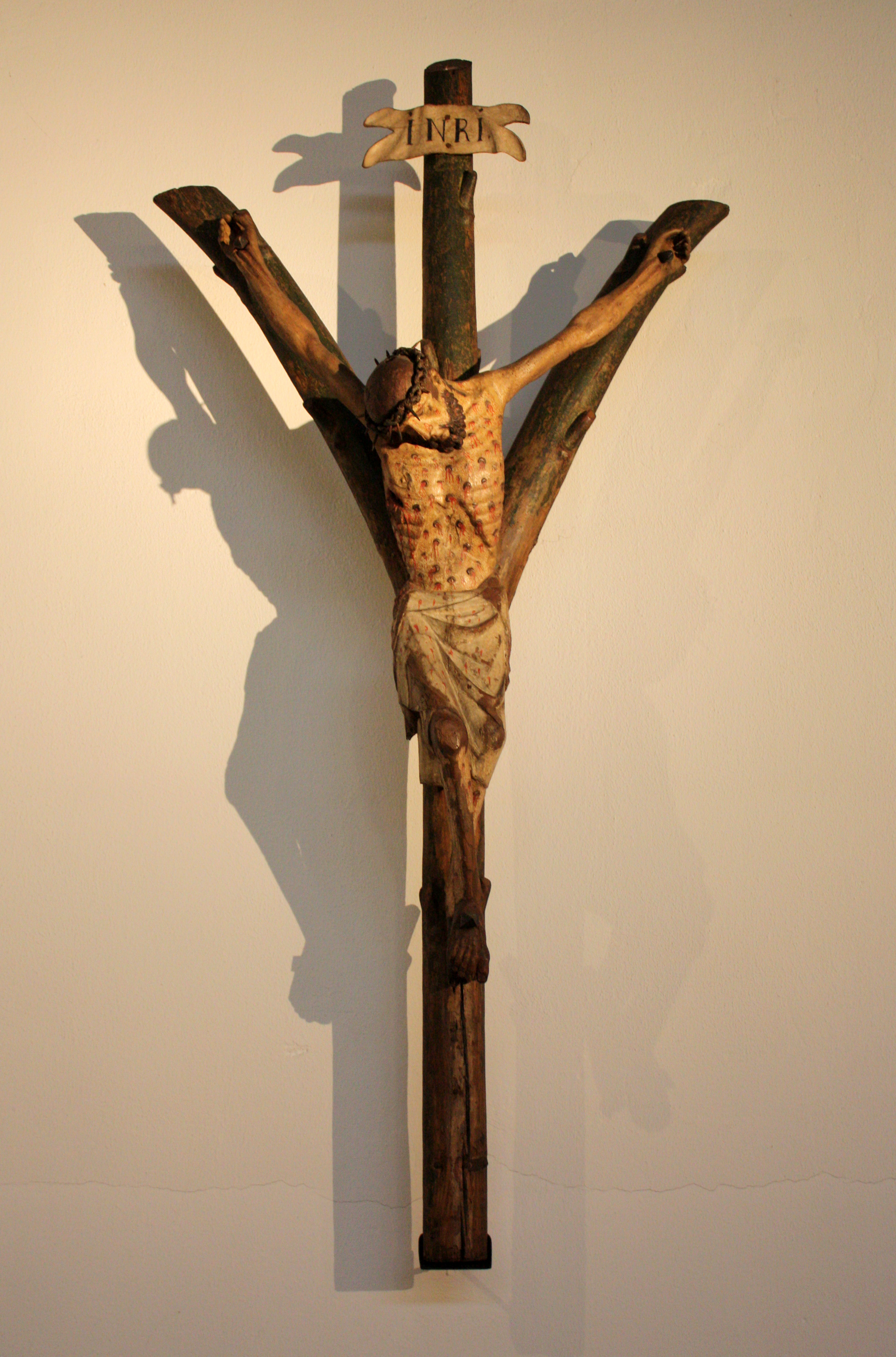
Gabelkreuz aus dem 14. Jahrhundert

- Das von Kunstsachverständigen als wertvoll eingeschätzte Ausstattungsstück der Kendenicher Kirche ist ein gotisches Gabelkreuz. Die in Y-Form (Gabelung) gestaltete Darstellung des Kruzifixes wird aufgrund einer besonderen Form der Darstellung des Gekreuzigten auch als Pestkreuz bezeichnet. So wählte der unbekannte Künstler, wie im Fall des aus der ersten Hälfte des 14. Jahrhunderts stammenden Kendenicher Kreuzes, für sein Werk die Form eines mit Pestmalen behafteten Corpus Christi. Schon Rosellen[12] und Paul Clemen erwähnten und verglichen dieses Kreuz mit dem aus der gleichen Epoche stammenden Gabelkreuz der Kölner Kirche Maria im Kapitol. Die im Lauf der Zeit mehrfach überstrichene Holzplastik wurde auf Veranlassung des Bonner Landesmuseums, durch den Brühler Restaurator Gangolf Minn, in den 1960er Jahren farblich neu gefasst und konserviert.[3]
- Zwei Holztafeln eines Marienaltars aus dem 16. Jahrhundert, ehemals in der rechten Eingangshalle angebracht;
Sie befinden sich in der geschützten Vitrine neben dem Ostchor (Stand 2015).
- Eine barocke Monstranz aus Messingsilber (1747), hergestellt bei „Apolonia Tapperts“ in Köln
- Johannisschüssel von 1682
- Ein silberbeschlagener Tabernakel aus Ebenholz, geschaffen von dem Künstler Jakob Riffeler aus Köttingem
- Eine Holzplastik „Maria Königin“ aus der ersten Hälfte des 19. Jahrhunderts
- Grabsteine des 17. Jahrhunderts vor der westlichen Außenwand der Kirche

### Pfarrverband
St. Johann Baptist in Kendenich ist seit dem 21. Jahrhundert eines von vier Gemeinden des Pfarrverbands Hürth. Die übrigen drei sind St. Katharina in Alt-Hürth, St. Martinus in Fischenich und St. Wendelinus in Berrenrath.